# 召婻哏罕

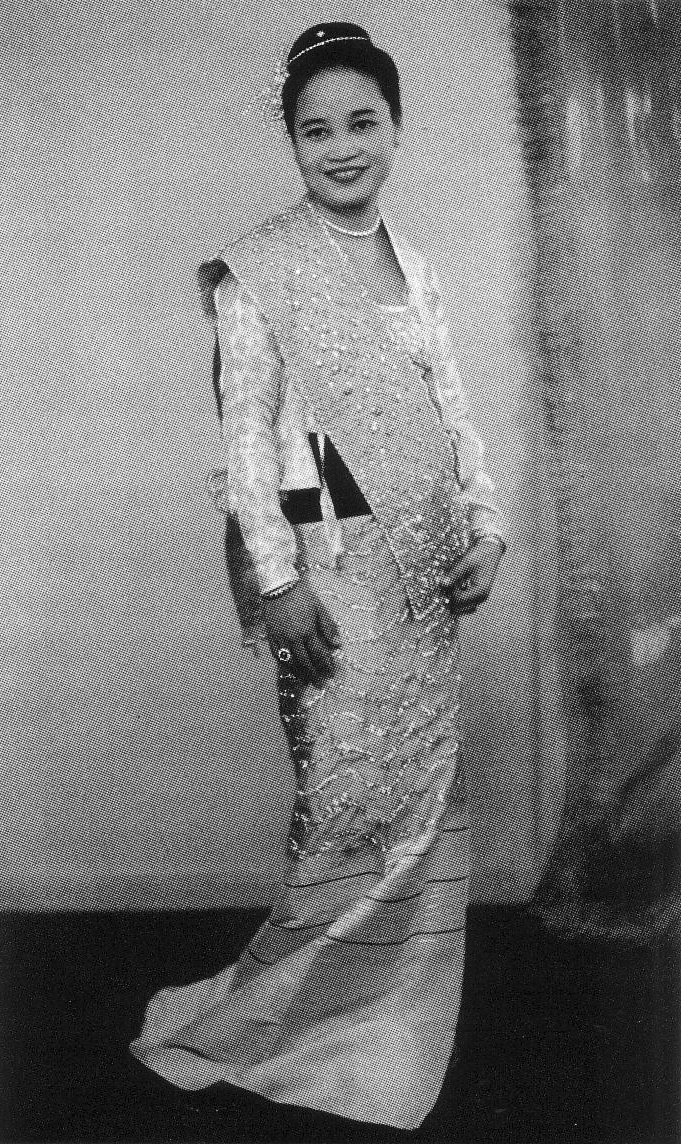
1947年在伦敦参加伊丽莎白二世婚礼的召婻哏罕

召婻哏罕（Sao Nang Hearn Kham，1916年5月26日—2003年1月17日），缅甸首任总统苏瑞泰之妻，木邦土司之女。

## 生平
召婻哏罕出生于掸邦木邦（北兴威）土司家族，其兄召洪帕为第六十六代木邦土司，其姐喊罕后来嫁给了干崖土司、中国云南省德宏州首任州长刀京版。哏罕后来则与掸邦末代永贵土司苏瑞泰成婚，成为了永贵土司王妃（Mahadevi）。缅甸独立后，其丈夫苏瑞泰出任缅甸联邦第一任总统，她则于1956年至1960年间担任缅甸联邦议会民族院议员。1962年苏瑞泰被奈温军政府逮捕后在狱中去世，此后她携子女前往泰国，从事掸邦独立运动。1964年，她在曼谷附近建立了掸邦军事会议（Shan State War Council）与掸邦军（Shan State Army），任掸邦军事会议主席，反对奈温政府。1970年流亡加拿大，2003年在加去世。